# Jan Stanisław Romocki
Jan Stanisław Romocki herbu Ślepowron (ur. przed 1656 – zm. 16 grudnia 1730) – sędzia grodzki bobrownicki, podsędek dobrzyński w latach 1691–1721, marszałek konfederacji ziemi dobrzyńskiej w konfederacji warszawskiej 1704 roku.
Był synem Wojciecha (zm. przed 1673 rokiem), żonaty z Marianną Łosiówną.
Marszałek sejmiku dobrzyńskiego w Lipnie w 1685 i 1695 roku. W 1697 roku był elektorem Augusta II Mocnego z ziemi dobrzyńskiej. Poseł na sejm pacyfikacyjny 1699 roku z ziemi dobrzyńskiej. Poseł na sejm 1703 roku z ziemi dobrzyńskiej. 